# Communauté de communes Bouilly-Mogne-Aumont
La Communauté de communes Bouilly-Mogne-Aumont est une ancienne communauté de communes française, située dans le département de l'Aube et la région Grand Est. 

## Historique
Deux arrêtés en date du 19 décembre 2013 ont prononcé le retrait d’Isle-Aumont de la Communauté de communes Bouilly-Mogne-Aumont et son rattachement à la communauté d'agglomération du Grand Troyes, à compter du 1er janvier 2014. 
Le 1er janvier 2017 la communauté de communes est intégrée dans la nouvelle communauté d'agglomération Troyes Champagne Métropole, composée de 81 communes.

## Composition
Elle était composée des communes suivantes : 
| Nom                    | Code Insee | Gentilé          | Superficie (km2) | Population (dernière pop. légale) | Densité (hab./km2) |
| ---------------------- | ---------- | ---------------- | ---------------- | --------------------------------- | ------------------ |
| Bouilly (siège)        | 10051      | Bouillerands     | 15,49            | 1 046 (2014)                      | 68                 |
| Assenay                | 10013      | Asnacussiens     | 3,42             | 155 (2014)                        | 45                 |
| Cormost                | 10104      | Cormostiens      | 11,36            | 313 (2014)                        | 28                 |
| Crésantignes           | 10116      | Créteignats      | 2,10             | 312 (2014)                        | 149                |
| Fays-la-Chapelle       | 10147      | Faitas           | 0,58             | 135 (2014)                        | 233                |
| Javernant              | 10177      | Javernandats     | 5,62             | 159 (2014)                        | 28                 |
| Jeugny                 | 10179      | Juvéniens        | 15,85            | 491 (2014)                        | 31                 |
| Laines-aux-Bois        | 10186      | Laignerans       | 16,43            | 513 (2014)                        | 31                 |
| La Vendue-Mignot       | 10402      | Mignotins        | 10,48            | 245 (2014)                        | 23                 |
| Les Bordes-Aumont      | 10049      | Bordemontais     | 5,49             | 555 (2014)                        | 101                |
| Lirey                  | 10198      |                  | 4,84             | 110 (2014)                        | 23                 |
| Longeville-sur-Mogne   | 10204      | Longevillois     | 4,15             | 137 (2014)                        | 33                 |
| Machy                  | 10212      | Machéens         | 2,74             | 121 (2014)                        | 44                 |
| Maupas                 | 10229      | Maupassois       | 4,26             | 112 (2014)                        | 26                 |
| Montceaux-lès-Vaudes   | 10246      | Montcelliens     | 10,11            | 250 (2014)                        | 25                 |
| Roncenay               | 10324      | Roncenaysiens    | 3,82             | 154 (2014)                        | 40                 |
| Saint-Jean-de-Bonneval | 10342      | Bonnevalois      | 6,14             | 364 (2014)                        | 59                 |
| Saint-Pouange          | 10360      | Glayotas         | 10,02            | 899 (2014)                        | 90                 |
| Sommeval               | 10371      | Sommevaliens     | 9,57             | 322 (2014)                        | 34                 |
| Souligny               | 10373      | Subligniens      | 10,59            | 434 (2014)                        | 41                 |
| Villemereuil           | 10416      | Villemereuillois | 7,81             | 238 (2014)                        | 30                 |
| Villery                | 10425      | Villerats        | 3,59             | 276 (2014)                        | 77                 |
| Villy-le-Bois          | 10434      | Villeboisiens    | 5,41             | 61 (2014)                         | 11                 |
| Villy-le-Maréchal      | 10435      | Villats          | 3,29             | 181 (2014)                        | 55                 |